# Friedrich Kellner
August Friedrich Kellner (Vaihingen an der Enz, 1 de febrer del 1885 – Lich, 4 de novembre del 1970) va ser un oficial de rang mitjà a Alemanya que va treballar com a inspector de justícia a Mainz i Laubach. Durant la Primera Guerra Mundial, Kellner va ser un soldat d'infanteria a un regiment de Hesse. Després de la guerra es va convertir en organitzador polític del Partit Social Democràtic d'Alemanya, que era el partit polític més important durant els temps de la turbulenta i curta república Weimar, el nom que es va donar a la primera democràcia alemanya. Kellner va fer campanya contra Adolf Hitler i els nazis. Al principi de la Segona Guerra Mundial, Kellner va començar a escriure un diari per tal d'enregistrar les seves observacions del règim Nazi. El títol del seu treball va ser Mein Widerstand, que significa "La meva Resistència". Després de la guerra Kellner va treballar en serveis per a la denazificació, i també va col·laborar a restablir el Partit Social Democràtic. Va donar el seu diari al seu net americà el 1968 per tal que el traduís a l'anglès i perquè el fes arribar al públic el general. Va explicar l'objectiu que es marcava per escriure el diari:
"En aquests moment no puc lluitar contra els nazis ja que encara tenen poder per silenciar la meva veu, per tant he decidit lluitar contra ells en el futur. Donaré a les generacions que vindran una arma contra el ressorgiment d'aquest dimoni. I would give the coming generations a weapon against any resurgence of such evil. He estat testimoni d'actes bàrbars, i també he mostrat la manera d'aturar-los."

## Biografia

### Família i educació
Kellner va néixer a Vaihingen an der Enz, un poble prop del riu Enz en la part sud d'Alemanya. Quan va néixer, Vaihingen formava part del Regne de Württemberg dins l'Imperi alemany. 

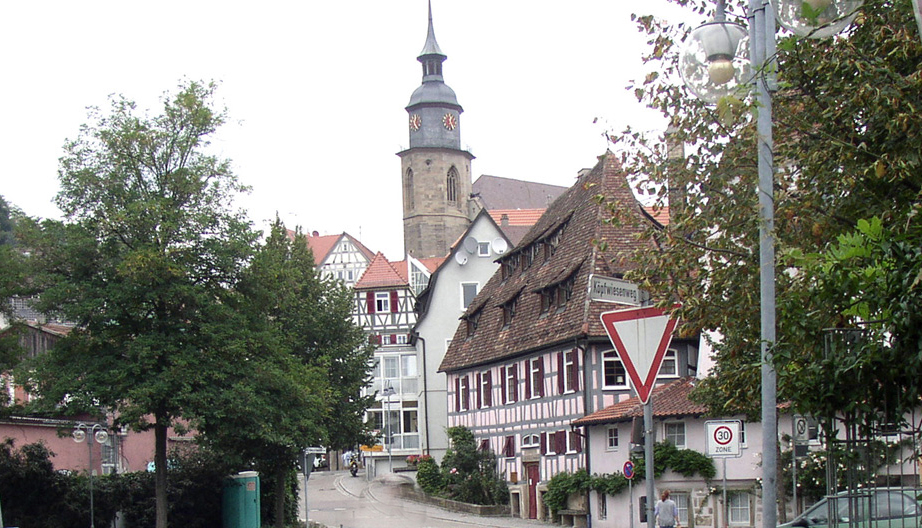
Vaihingen/Enz, Kellner birthplace

 Kellner va ser l'únic fill de Georg Friedrich Kellner, un forner i fabricant del poble de Arnstadt a Turíngia, i Barbara Wilhelmine Vaigle de Bietigheim-Bissingen prop de Ludwigsburg. Es diu que la família Kellner podría estar enparentada amb el reformador protestant, Martí Luter, ja que aquest va viure i va ser capellà d'un poble no gaire lluny d'Arnstadt i els Kellners eren luterans evangèlics.
Quan Friedrich Kellner tenia 4 anys, la seva família es va traslladar a Mainz lloc on el seu pare es va convertir en mestre flequer a Goebels Zuckerwerk (Pastisseria Goebels ).
Després d'acabar Volksschule, l'escola primària, Kellner va fer un curs de 9 anys sobre de contingut no clàssic en l'escola Oberrealschule de Mainz. El 1902 va fer els seus exàmens finals a l'escola Goetheschule, que li van donar la qualificació necessària per fer estudis administratius en el jutjat.
El 1903 va començar a treballar com a conserge júnior als jutjats de Mainz, on va continuar treballant fins al 1933. Va anar pujant de nivell dins de personal administratiu fins a arribar a secretari de justícia, més tard va arribar a comptable del tribunal i l'abril de 1920 a inspector de justícia.

### Servei militar i matrimoni

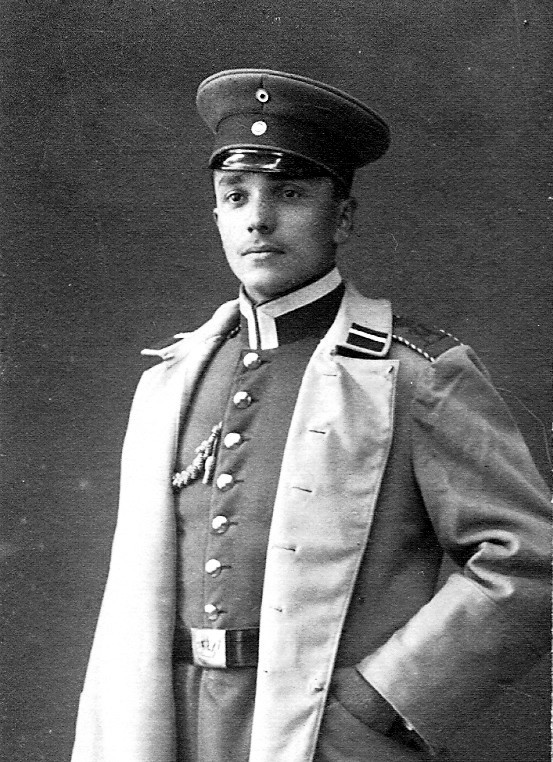
Friedrich Kellner, 1914

Entre el setembre de 1907 i l'octubre de 1908 Kellner va completar el seu servei militar inicial servint en la reserva de la 6a companyia d'infanteria del Leibregiments Großherzogin (3. Großherzoglich Hessisches) Nr. 117 a Mainz. El 1911, va finalitzar dos mesos extres fent entrenament a la reserva.

Quan el 1914 la Primera Guerra Mundial, Kellner va ser cridat per a un servei actiu com a sergent i oficial-diputat al regiment d'infanteria Prinz Carl Infantry Regiment (4. Großherzoglich Hessisches Regiment) Nr. 118, a Worms. 

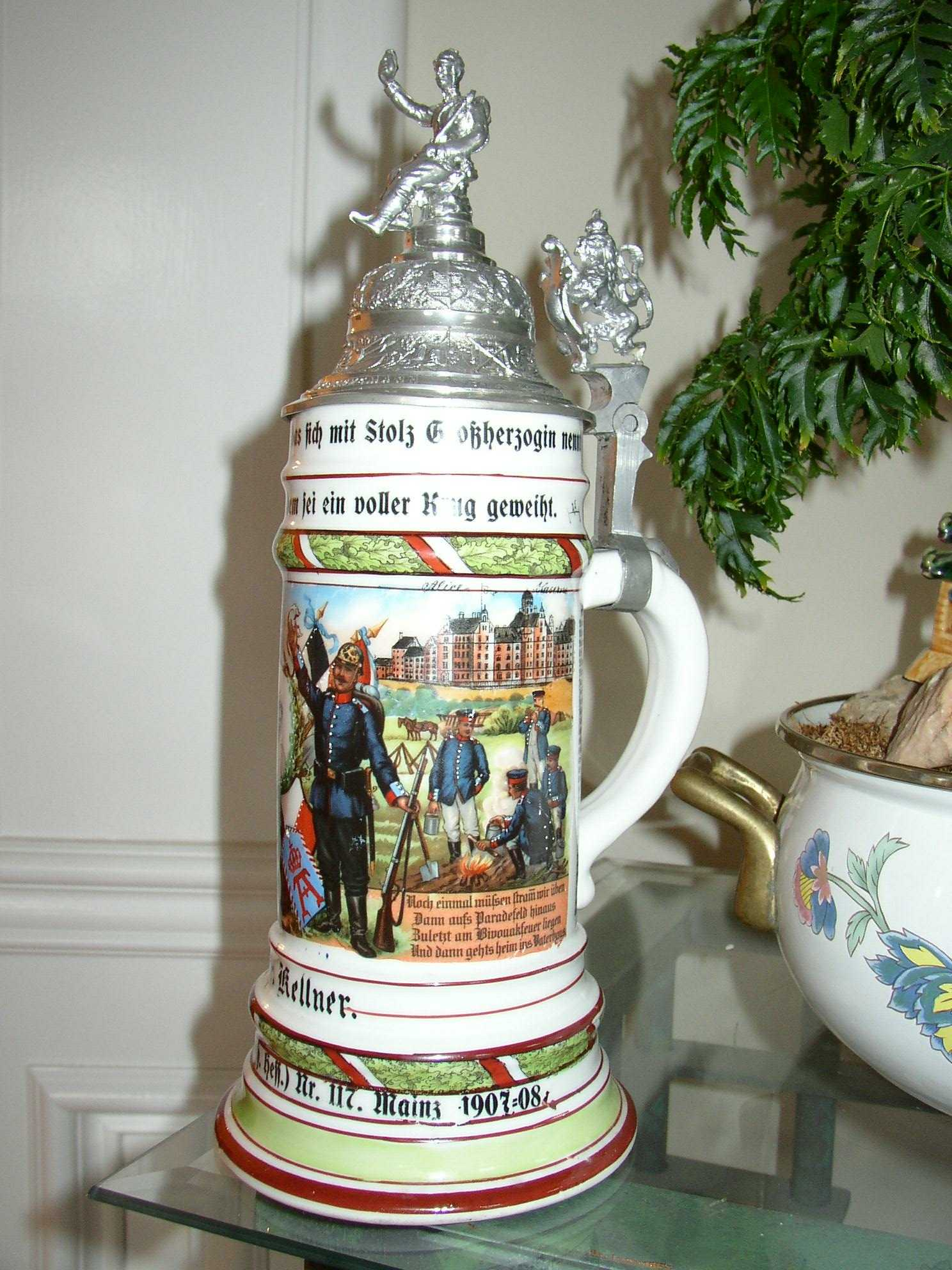
1908 beerstein

 Durant el primer mes després de tornar del seu servei a l'armada, Kellner es va comprometre a vuit compromisos a Belgica i França, entre els que es compten combats a Neufchâteau, Revigny-Laimont, i Rinarville. Degut a això se'l va començar a conèixer com la batalla de les fronteres. El seu regiment també va lluitar a la Primera batalla del Marne del 5 de setembre fins al 12 de setembre.
Durant un bombardeig molt llarg a les trinxeres situades prop de Reims, se'l va trobar ferit i va ser portat a l'Hospital St. Rochus a Mainz per tal que es recuperés. La resta del temps de guerra va estar treballant coma secretari d'una intendència al cos de 13è cos de l'armada a Frankfurt am Main.
El 1913, uns quants mesos abans de ser cridat per anar a la guerra, Kellner es va casar amb Pauline Preuss (19 de gener de 1888 – 8 de febrer de 1970), que era de Mainz. El seu fill, Karl Friedrich Wilhelm (a.k.a. Fred William), que era el seu únic fill, va néixer a Mainz el 29 de febrer de 1916.

### Activisme polític

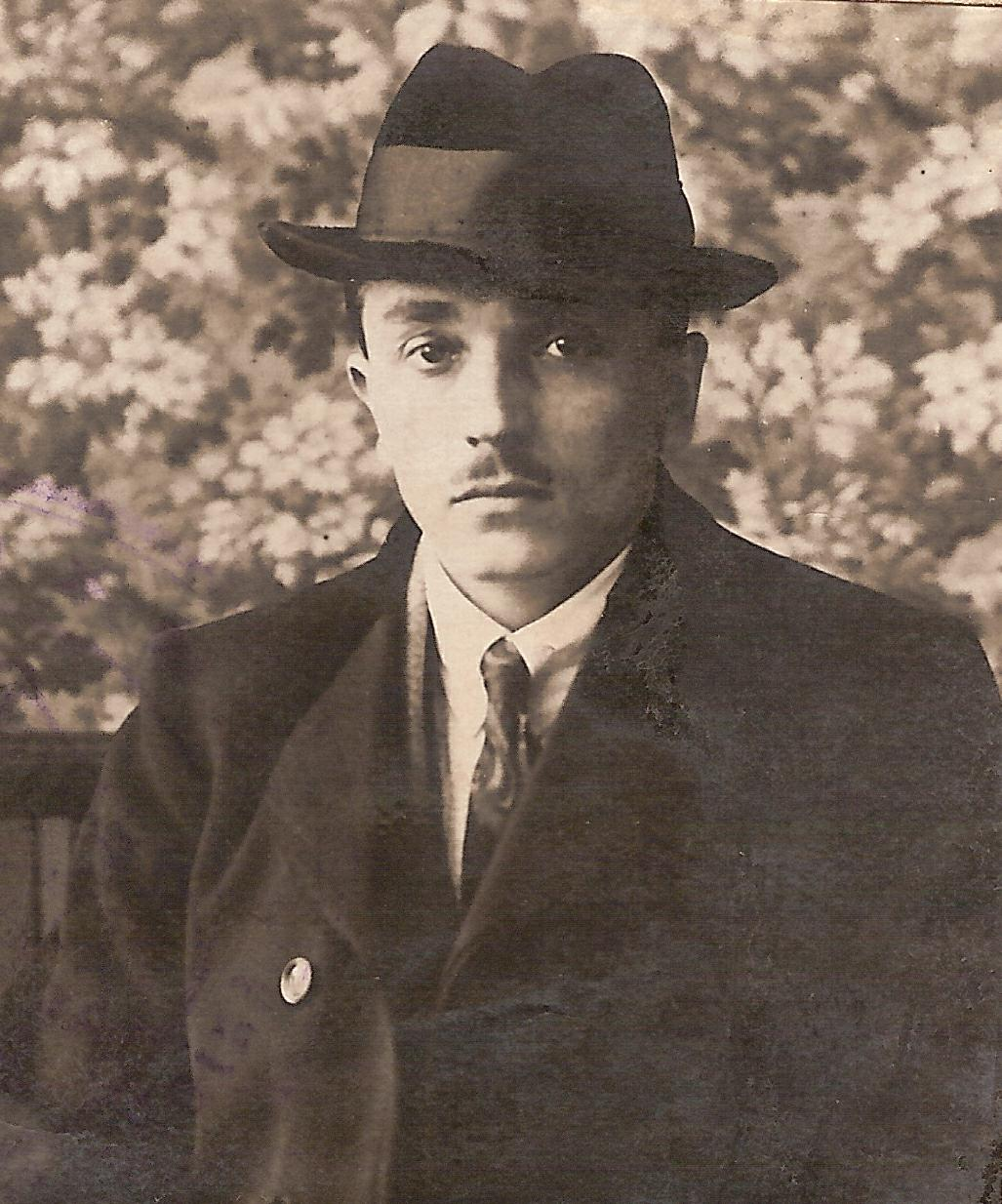
Inspector Kellner, 1923.

Kellner va ser present en el naixement de la democràcia en Alemanya després de la guerra. El 1919 va ser organitzador polític de la branca Partit Social Democràtic d'Alemanya de Mainz, el (SPD). Entre el 1920 i el 1930, es va pronunciar en contra del perill que representaven els extremistes del Partit Comunista i el Partit Nazi a la fràgil democràcia. A les manifestacions que van tenir lloc prop del Museu Gutenberg, en honor de Johannes Gutenberg, el fundador de la premsa escrita, Kellner va agafar el llibre d'Adolf Hitler  Mein Kampf i mentres l'aguantava per sobre del seu cap va cridar a la multitud: "Gutenberg, la teva impremta ha estat violada per aquest malvat llibre." 
Solia ser abordat pels matons de camisa marró del partit nazi, coneguts com a Storm Troopers.
Dues setmanes abans Adolf Hitler va prestar jurament com a Canceller el gener de 1933, i abans del començament de la purga dels oponents polítics de Hitler, Kellner i la seva família es van traslladar a la ciutat de Laubach a l'Estat Popular de Hessen, on va treballar com a inspector en cap de justícia en el districte judicial. El 1935 el seu fill va emigrar als Estats Units amb el propòsit d'evitar el servei a l'armada de Hitler, la Wehrmacht.
Durant el Novembre de 1938, conegut com a Kristallnacht ("La nit dels vidres trencats"), Friedrich i Pauline Kellner van intentar aturar els disturbis. Quan Kellner s'apropava al jutge presidencial per demandar als líders de la revolta el jutge Schmitt, en lloc d'això es va obrir una investigació sobre l'herència religiosa de Kellner. Els documents de la família Kellner, que contenir els documents del baptisme amb una antiguitat de 300 anys, va demostrar que Kellner i la seva dona eren cristians. El 18 de novembre de 1938, el jutge del districte a Darmstadt va tancar el cas a favor de Kellner: "Els dubtes sobre les línies de sang de Kellner no han pogut ser resolts." Alguna prova del contrari podia haver significat presó i mort.

### Guerra Mundial
A partir de la lectura de Mein Kampf, Kellner va deduir que l'elecció d'Adolf Hitler suposaria una altra guerra a Europa, i els esdeveniments li van donar aviat la raó. Uns anys després de la seva arribada al poder, Hitler va derogar el Tractat de Versalles. Va remitilaritzar el Rhineland, va expandir les forces militars alemanes, i va gastar grans sumes per posar a punt les forces amb armes modernes. Malgrat que els líders de les democràcies estaven preocupades per tot aquest rearmament, no se'n van ensortir en aturar-la. L'1 de setembre de 1939, en coordinació amb la Unió Soviètica, Hitler va ordenar l'exèrcit alemany envair Polònia.

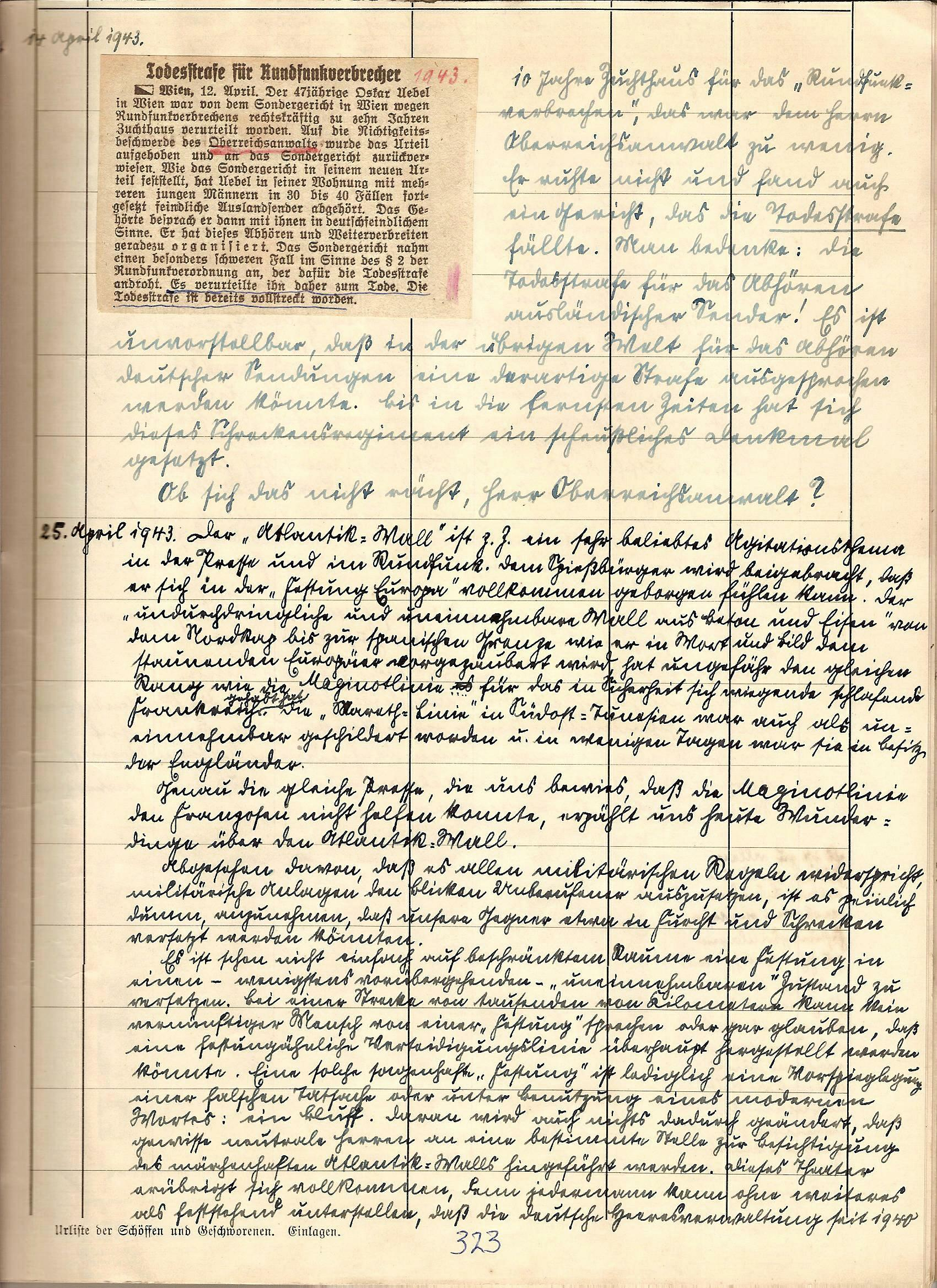
Una pàgina del diari

Això passava el dia que Friedrich Kellner va començar a escriure les seves observacions en un diari secret que portava el títol Mein Widerstand, "La meva oposició". Volia que les generacions futures sabessin la facilitat que tenen les democràcies incipients en transformar-se en dictuadures, i com era de fàcil que el poble cregués la propaganda en lloc de resistir-se a la tirania i al terrorisme.
Kellner no es va limitar al seu diari. Va tornar a expressar els seus punts de vista, i el febrer de 1940 el jutjat del districte de Giessen el va cridar per advertir-lo. El president de la jutjat, Hermann Colnot, li va demanar que moderés les seves opinions. Alguns mesos més tard va ser cridat a l'oficina de l'alcalde de Laubach, on va ser advertit per l'alcalde i el líder local del Partit Nazi que ell i la seva dona serien enviats a un camp de concentració si seguia sent una "mala influència" a la població de Laubach. Un informe escrit pel líder de districte nazi, Hermann Engst, mostra que les autoritats estan planejant castigar Kellner quan acabi la guerra.,
Al llarg dels dos primers anys de la guerra, Kellner creia que els Estats Units podien donar suport a Anglaterra i França. Nombroses anotacions al diari revelen la creença de Kellner que Alemanya no tenia cap oportunitat de guanyar si els Estats Units deixaven de banda la seva neutralitat i començaven a fer alguna cosa més que enviar subministraments a Anglaterra. Quan Estats Units van entrar en guerra el 1941, les entrades de diari mostren impaciència Kellner als aliats per muntar una invasió efectiva del continent, i per portar la Guerra a terreny alemany. Quan la invasió de Normandia va tenir lloc el 6 juny 1944, Kellner va escriure en lletres grans a l'inici d'aquesta data: "Endlich !," que vol dir" ¡Per fi! "

Kellner va escriure poques vegades sobre la seva situació personal. Va escriure principalment sobre política, sobre la propaganda nazi i sobre la guerra. Va prendre nota de les injustícies en el sistema judicial, i registrar els fets inhumans i les intencions genocides dels nazis. En tot això es considerava el poble alemany com còmplices, abans i després dels fets: en primer lloc de posar a Hitler en el poder amb els seus vots, i després de consentir l'abús d'aquest poder. 

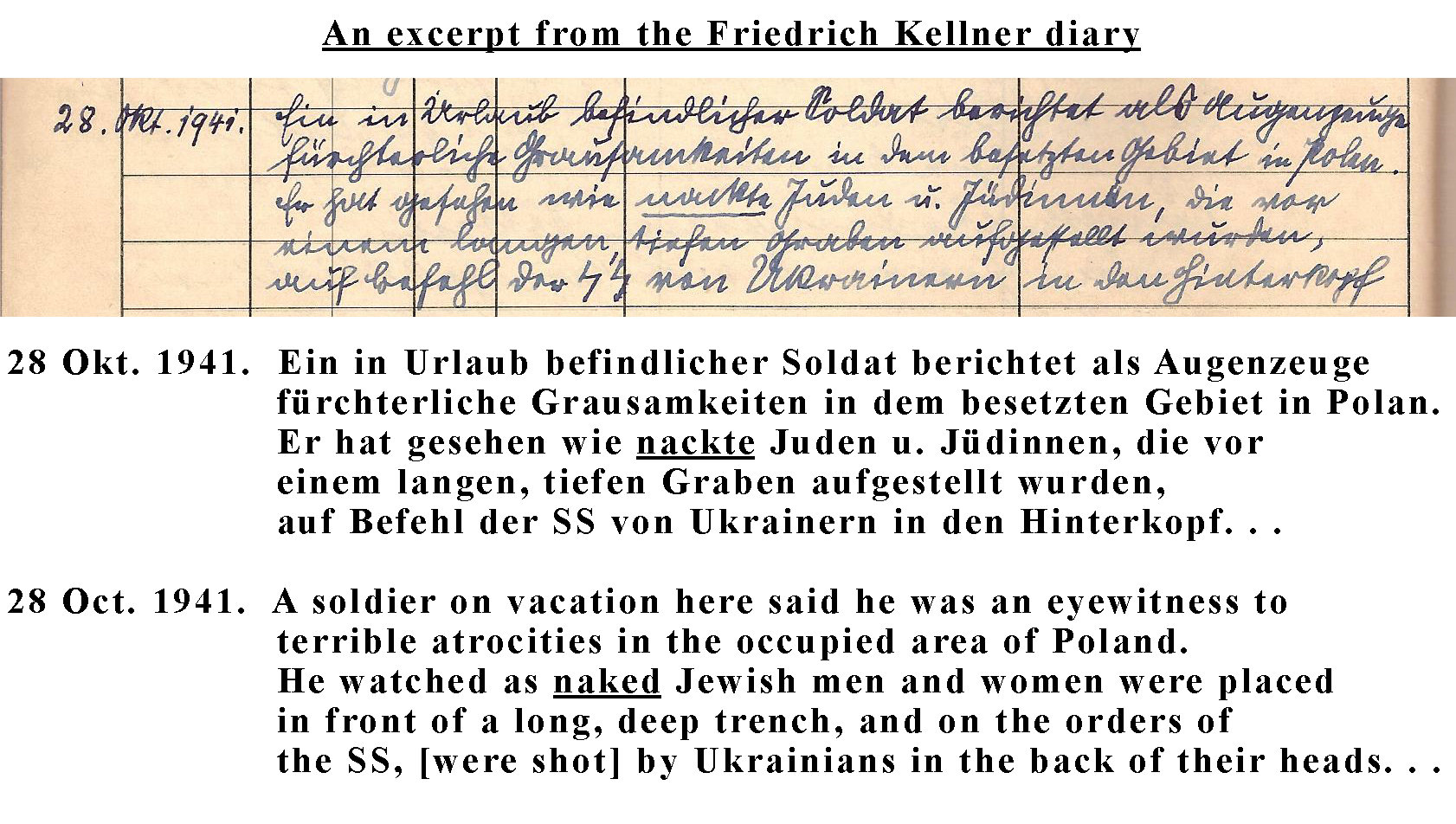
Part of the 28 October 1941 entry. Transcripció de Sütterlin a alemany modern i traduït a l'anglès

Una de les anotacions històriques més importants que es troben al diari es va fer el 28 d'octubre de 1941. Després de la guerra, molts alemanys insistien que no sabien res de l'holocaust dels jueus, molt al principi de la guerra Kellner va anotar en el seu diari, mostrant que fins i tot en els pobles petits, el ciutadà mitjà sabia el que estava succeint:
Un soldat de permís va dir que era un testimoni de terribles atrocitats en les parts ocupades de Polònia. Va veure com jueus despullats eren col·locats davant d'una trinxera molt llarga i sota les ordres de les SS eren disparats per Ukrainians en el clatell i com queien en la trinxera. Quan van omplir la rasa de terra se sentien crits procedents de persones encara vives.
Aquestes atrocitats humanes eren tan terribles que alguns dels ucraïnesos, que van ser utilitzats com a eines, van patir crisis nervioses. Tots els soldats que tenien coneixement d'aquestes accions bestials d'aquests nazis sub-humans eren de l'opinió que el poble alemany ha d'estar tremolant en les seves sabates a causa de la retribució que ve.
No hi ha càstig que fos prou dur per aplicar a aquestes bèsties nazis. Per descomptat, quan la retribució ve, els innocents hauran de patir amb ells. Però pel fet que el noranta per cent de la població alemanya és el culpable, directament o indirectament, de la situació actual, només podem dir que els que viatgen junts, estan junts.

### Després de la guerra
Per Kellner la guerra va arribar a la seva fi el 29 de març de 1945, quan els americans van entrar a Laubach. Només uns dies abans, començant el 23 de març de 1945, en una sèrie d'esdeveniments coordinats entre les forces britàniques i nord-americans, els aliats havien creuat el riu Rin en la seva invasió d'Alemanya. Amb l'aprovació de les forces d'ocupació, el nou alcalde de Laubach va fer Kellner alcalde suplent. Kellner va ajudar en el procés de desnazificació, que significa sobretot l'eliminació d'antics nazis des de posicions de poder a la regió. Kellner va ajudar a ressuscitar el Partit Social Demòcrata a Laubach, i es va convertir en el president del partit regional.
Kellner va escriure només una mica més al diari. En una de les últimes entrades, el 8 de maig de 1945, el dia en què Alemanya es va rendir oficialment als aliats, Kellner va assenyalar:
"Si ara, després del col·lapse, algun d'aquests lacais d'Adolf Hitler té la insolència de dir que ells eren únicament espectadors, fem-los sentir el flagel de venjança de la humanitat .... El que plora per haver perdut el sistema nazi o vol ressuscitar el nacionalsocialisme ha de ser tractat com un boig.”

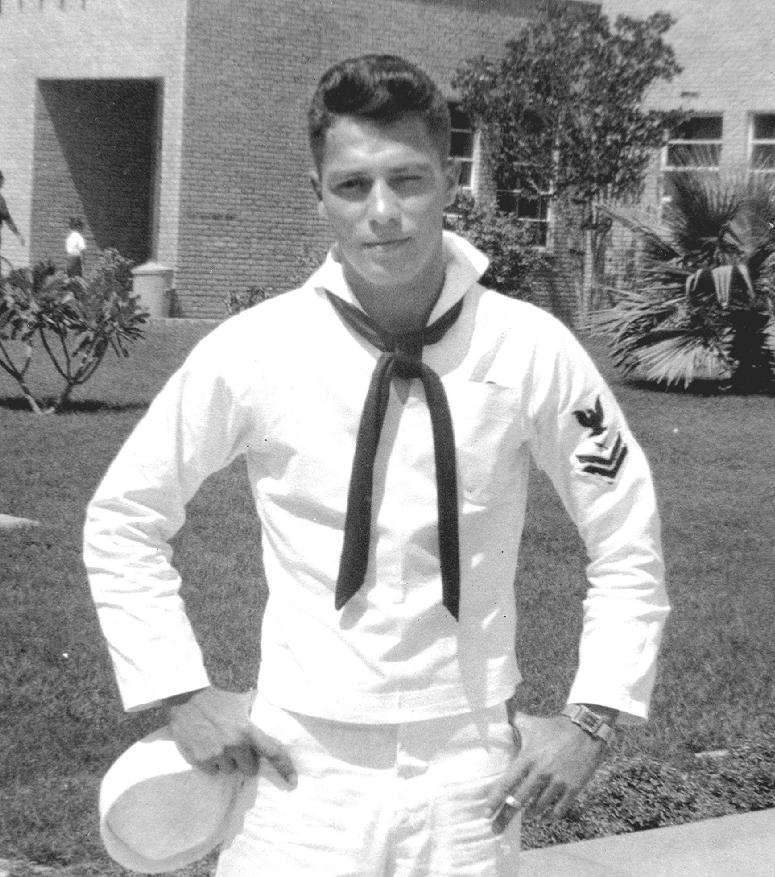
Robert Scott Kellner, traductor del diari a l'anglès el 1960.

Kellner va ser inspector en cap de justícia i administrador del jutjat de la cort Laubach fins al 1948. Va ser nomenat auditor de districte al tribunal regional a Gießen fins a la seva jubilació el 1950. Durant els pròxims tres anys va ser assessor legal a Laubach. El 1956 va tornar a la política i va ser conseller principal Laubach i tinent d'alcalde fins que es va retirar in1960 als 75 anys.
El 19 de juliol de 1966, Kellner va rebre una indemnització de la República Federal d'Alemanya per les injustícies comeses contra ell durant el temps del Nacional Socialisme. Aquesta declaració inclou la decisió de la compensació:
"Els poders dominants van reconèixer l'oposició política de Kellner i van prendre mesures contra ell. En un memoràndum de data 23 de juny de 1937, es va observar que Kellner no havia estat prou actiu pel moviment nacional-socialista, i que havia causat disturbis al local del partit. A més, els incidents ocorreguts l'any 1940 (l'amenaça d'empresonament en un camp de concentració) havien tingut un efecte desfavorable. L'oberta oposició de Kellner cap al Nacional Socialisme va impossibilitar possibles promocions i va danyar-lo en el seu servei.”

Kellner i la seva dona van enviar el seu fill Fred William Kellner als Estats Units el 1935, ja que si no hagués estat així possiblement hauria hagut de lluitar per Hitler. Fred William va tornar a Alemanya el 1945 com a membre de l'Exèrcit dels EUA. Era incapaç de fer front a la devastació que havia presenciat, i el 1953 es va suïcidar. Està enterrat a la Tomba de la Legió Americana a Neuilly, França, als afores de París. Fill de Fred, Robert Scott Kellner, es va criar en una llar d'infants a Connecticut. El 1960, mentre viatjava amb la marina estatunidenca per Alemanya, Robert Scott Kellner va trobar els seus avis, i Pauline Friedrich Kellner, i es va assabentar de l'existència del diari. El 1968 Friedrich Kellner va donar el seu diari el seu net per traduir i fer arribar al públic. 

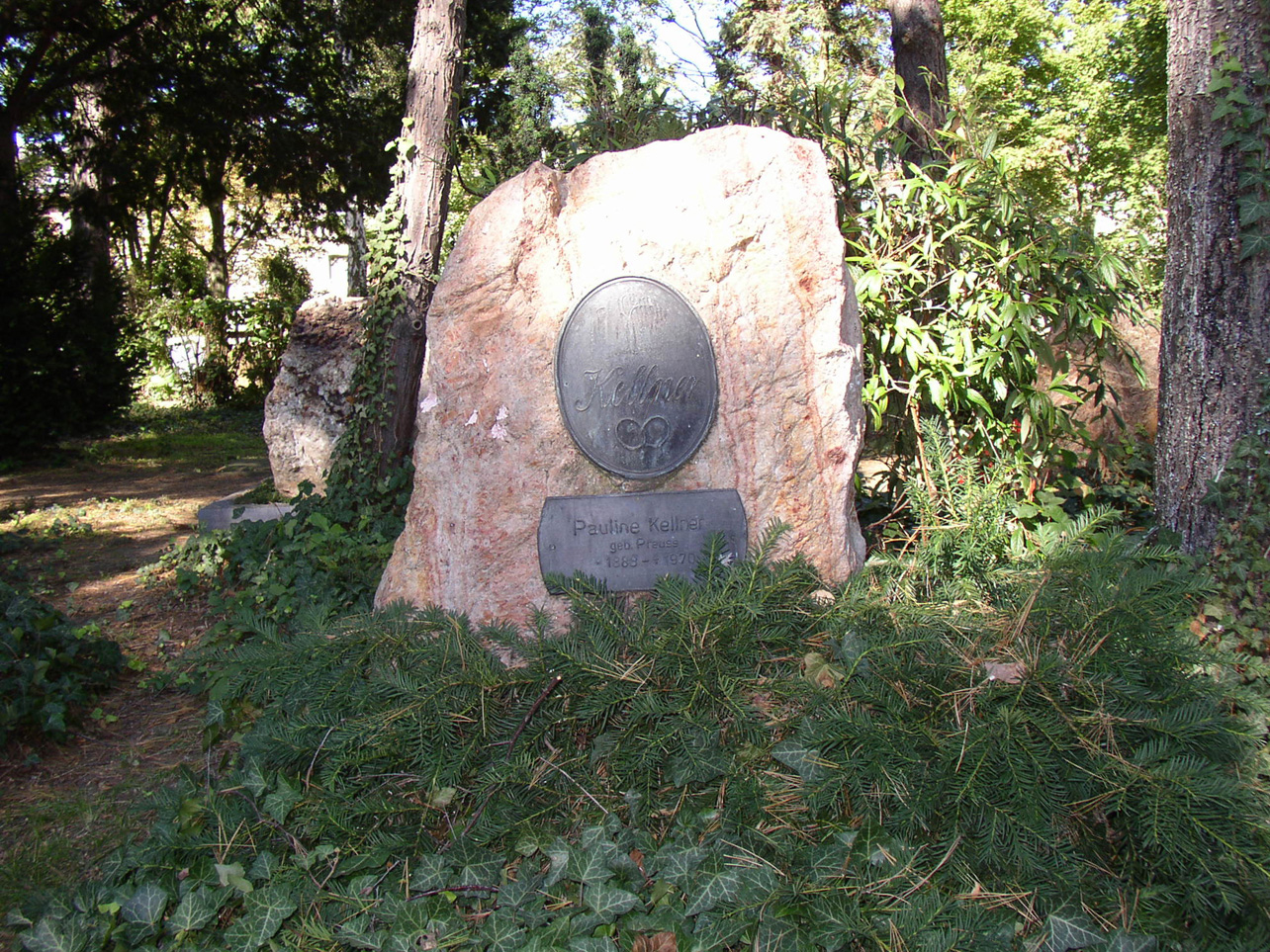
greus Kellner, Mainz

 Em pensava que les seves observacions durant la Segona Guerra Mundial podrien haver estat degudes a l'augment de les hostilitats en el món provocades per la Guerra Freda, pel comunisme, i la proliferació de cultes neonazi.
Decades més tard, Robert Scott Kellner va usar el diari per a combatre el resorgiment del feixisme i de l'antisemitisme en el segle XX i historiadors que negaven l'Holocaust i altres atrocitats Nazi. Va donar una còpia del diari al president Iranià, Mahmoud Ahmadinejad, que s'havia referit a l'Holocaust com "un mite" i qui havia demanat que Israel fos "esborrat del mapa." In his offer to Ahmadinejad, Kellner said: "We need to renounce ideologies that do not uphold, above all else, human life and personal liberty."
Friedrich i Pauline Kellner van passar els seus últims anys a Magúncia, on inicialment Kellner havia començat el seu servei com a administrador de la llei i un activista polític. Va exercir com a assessor legal voluntari a Magúncia des de 1962 fins a 1969. Després de la mort de Pauline, el 8 de febrer de 1970, Friedrich tornar a Laubach per als restants mesos de la seva vida. Va morir el 4 de novembre de 1970, a l'hospital regional de Lich, no lluny de Laubach. Va ser enterrat al costat de la seva dona al cementiri principal, Hauptfriedhof, a Magúncia.

## Obres

### Diari

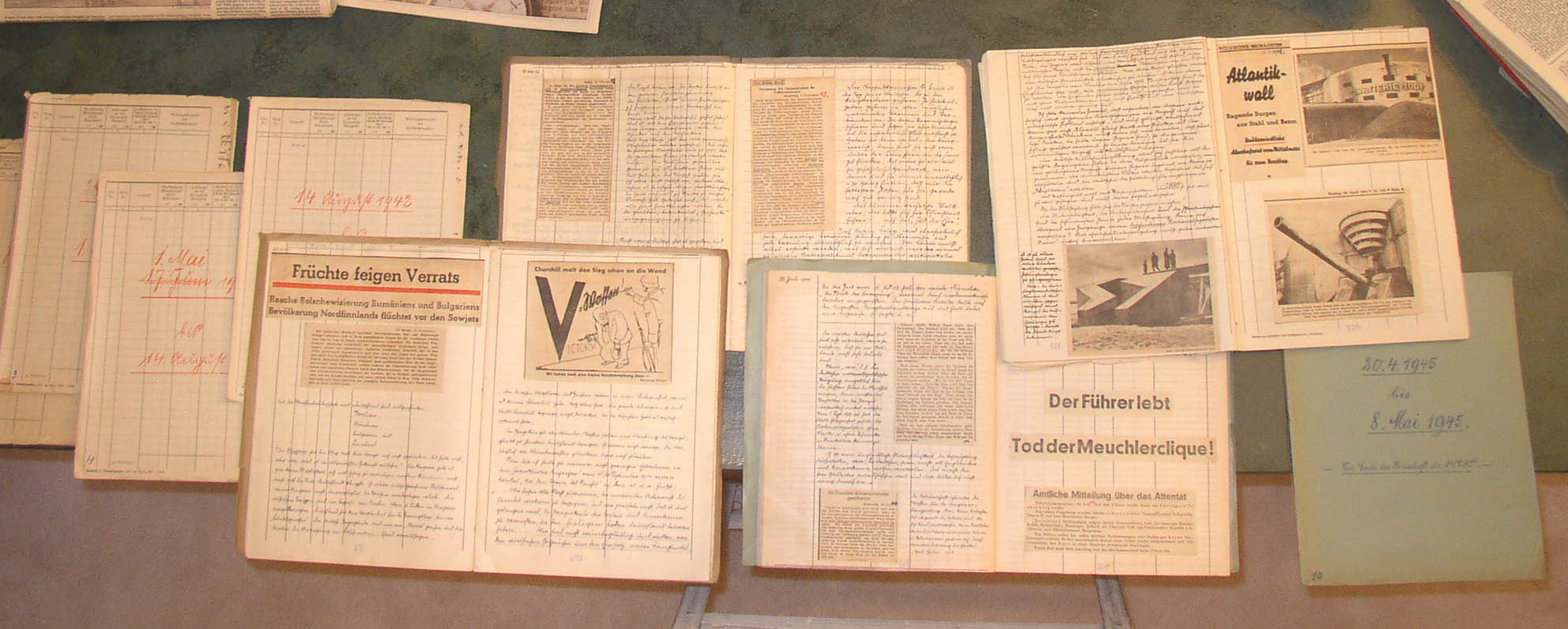
Volums del diari de Friedrich Kellner.

My Opposition consta de 10 volums amb un total de 861 pàgines. Els volums són fulles de paper de la comptabilitat units per cordill Hi ha 676 entrades de forma individual amb data de començament el setembre de 1939 fins al maig de 1945. Més de 500 retalls de diaris s'enganxen a les pàgines del diari. El diari està escrit en una cal·ligrafia anomenada Sütterlin, l'escriptura alemanya antiga que va ser prohibida el 1941 i substituïda per les lletres modernes per facilitar llegir i escriure als pobles europeus conquerits pels alemanys.
Hi ha pàgines separades per escrit el 1938 i 1939, considerades pàgines preliminars per al diari, que expliquen les intencions de Kellner. Que va significar per a les seves observacions al detall els esdeveniments d'aquells anys, i per oferir una recepta per a les futures generacions per evitar el que va passar a Alemanya durant l'ascens d'Adolf Hitler al poder, quan una jove democràcia abraça de bona gana la dictadura per a resoldre les disputes polítiques. Kellner va preveure la derrota d'Alemanya, i va advertir contra la repetició de totalitarisme. Va receptar implacable resistència contra qualsevol ideologia que amenaça la llibertat personal i va fer cas omís de la santedat de la vida humana.

### Recepció del diari
La primera aparició pública del diari va ser en el George W. Bush, Biblioteca i Museu Presidencial, on es va exhibir per commemorar el 60è aniversari de la Dia de la Victòria, el final de la guerra a Europa. Des de llavors, ha estat exposada en altres museus dels Estats Units I a Alemanya. L'octubre de 2007, una exposició de facsímils diari estava en La Gran Sinagoga d'Estocolm, en Estocolm, Suècia. Hi ha una exhibició permanent sobre Kellner al Heimatmuseum a Laubach, Alemanya. Casualment, aquest museu està situat al mateix carrer del tribunal on Kellner va escriure el diari.
A Giessen, on Kellner va treballar com a auditor de districte des de 1948 fins a 1950, la Unitat de Recerca de Literatura de l'Holocaust Justus Liebig de la Universitat de Giessen ha establert el Projecte Kellner. El director adjunt del grup, el Dr Sascha Feuchert, considera que el treball de Kellner és un dels diaris més extens de l'època nazi.
Bastants universitats importants dels Estats Units, com la Purdue, Columbia, i Stanford, s'han ofert a fer el comunicat diari de les seves col·leccions. Els directors del Yad Vashem-Museu de l'Holocaust a Jerusalem i la United States Holocaust Memorial Museum de Washington DC, també han demanat tenir el diari als seus arxius.
El 2007 CCI Entertainment, una companyia canadenca de cinema, va produir un documental titulatLa meva oposició: els diaris de Friedrich Kellner, que teixeix les històries de Kellner i el seu net. El documental es va estrenar als Estats Units a la Biblioteca Presidencial George Bush el 26 de setembre de 2007. Es va mostrar en el teatre de la Biblioteca de Dag Hammarskjöld de les Nacions Unides el 10 de novembre de 2008, per commemorar el 70 aniversari de la Kristallnacht (Nit dels vidres trencats).